# David R. Hunt
David R. Hunt (* 1945)  ist ein englischer Badmintonspieler. 

## Karriere
David Hunt wurde 1973 englischer Meister im Mixed. 1974 siegte er doppelt bei den Portugal International. Von 1974 bis 1977 gewann er acht Titel bei den French Open. Nach seiner aktiven Laufbahn begann er eine Trainerlaufbahn.

## Sportliche Erfolge
| Saison | Veranstaltung                  | Disziplin    | Platz | Name                           |
| ------ | ------------------------------ | ------------ | ----- | ------------------------------ |
| 1973   | England: Einzelmeisterschaften | Mixed        | 1     | David Hunt / Gillian Gilks     |
| 1974   | Portugal International         | Mixed        | 1     | David Hunt / Margo Winter      |
| 1974   | Portugal International         | Herrendoppel | 1     | David Hunt / William Kidd      |
| 1974   | French Open                    | Herrendoppel | 1     | David Hunt / Peter Penneket    |
| 1974   | French Open                    | Herreneinzel | 1     | David Hunt                     |
| 1975   | French Open                    | Mixed        | 1     | David Hunt / Patricia Assinder |
| 1975   | French Open                    | Herrendoppel | 1     | David Hunt / Peter Penneket    |
| 1975   | French Open                    | Herreneinzel | 1     | David Hunt                     |
| 1976   | French Open                    | Herrendoppel | 1     | David Hunt / Peter Penneket    |
| 1977   | French Open                    | Mixed        | 1     | David Hunt / Patricia Assinder |
| 1977   | French Open                    | Herreneinzel | 1     | David Hunt                     |